# Anthurium angustatum
Anthurium angustatum (Kunth) Kunth, 1841 è una pianta della famiglia delle Aracee endemica del Venezuela.